# WTA Elite Trophy 2017, парний розряд
Іпек Сойлу і Сюй Їфань були чинними чемпіонками, але того року не брали участі.
Титул виграли Дуань Інін і Хань Сіньюнь, у фіналі перемігши Лу Цзінцзін і Чжан Шуай з рахунком 6–2, 6–1.

## Кваліфікація
1. Ралука Олару /  Ольга Савчук (підгрупа)
2. Алісія Росольська /  Анна Сміт (підгрупа)
3. Лян Чень /  Ян Чжаосюань (підгрупа)
4. Лу Цзінцзін /  Чжан Шуай (фінал)
5. Цзян Сіньюй /  Тан Цяньхуей (підгрупа)
6. Дуань Інін /  Хань Сіньюнь (чемпіонки)

## Сітка

### Легенда
| - Q = Кваліфаєр - WC = Вайлд-кард - LL = Щасливий лузер | - Alt = Заміна - SE = Виняток - PR = Захищений рейтинг | - w/o = Без гри - r = Зняття - d = Присуджено перемогу |

### Фінальна частина
|  | Фінал |                         |   |   |  |  |
|  |       |                         |   |   |  |  |
|  | 4     | Лу Цзінцзін Чжан Шуай   | 2 | 1 |  |  |
|  | 6     | Дуань Інін Хань Сіньюнь | 6 | 6 |  |  |

### Лотусова група
|      |                           | Олару Савчук     | Лян Ян        | Дуань Хань       | Матчів В-П | Сетів В-П | Геймів В-П  | Положення |
| 1    | Ралука Олару Ольга Савчук |                  | 6–3, 7–6(7–3) | 3–6, 7–5, [7–10] | 1–1        | 3–2 (60%) | 23–21 (52%) | 2         |
| 3/WC | Лян Чень Ян Чжаосюань     | 3–6, 6–7(3–7)    |               | 6–7(2–7),4–6     | 0–2        | 0–4 (0%)  | 19–26 (42%) | 3         |
| 6    | Дуань Інін Хань Сіньюнь   | 6–3, 5–7, [10–7] | 7–6(7–2),6–4  |                  | 2–0        | 4–1 (80%) | 25–20 (56%) | 1         |

### Орхідеєва група
|      |                             | Росольська Сміт  | Лу Чжан       | Цзян Тан         | Матчів В-П | Сетів В-П  | Геймів В-П  | Положення |
| 2    | Алісія Росольська Анна Сміт |                  | 3–6, 1–6      | 3–6, 6–4, [6–10] | 0–2        | 1–4 (20%)  | 13–23 (36%) | 3         |
| 4    | Лу Цзінцзін Чжан Шуай       | 6–3, 6–1         |               | 7–6(7–3), 6–3    | 2–0        | 4–0 (100%) | 25–13 (66%) | 1         |
| 5/WC | Цзян Сіньюй Тан Цяньхуей    | 6–3, 4–6, [10–6] | 6–7(3–7), 3–6 |                  | 1–1        | 2–3 (40%)  | 20–22 (48%) | 2         |